# Mateo Retegui
Mateo Retegui (ur. 29 kwietnia 1999 w San Fernando) – włoski piłkarz pochodzenia argentyńskiego, występujący na pozycji napastnika we włoskim klubie Atalanta BC oraz w reprezentacji Włoch. Uczestnik Mistrzostw Europy 2024.
Jest synem hokeisty na trawie Carlosa Retegui i bratem hokeistki na trawie Micaeli Retegui.

## Kariera klubowa

### Wczesna kariera
Retegui rozpoczął karierę w Boca Juniors, do których trafił z River Plate. Zadebiutował 17 listopada 2018 roku w wygranym 1:0 meczu z Patronato.
W styczniu 2019 roku został wypożyczony do Estudiantes na 18 miesięcy, gdzie strzelił 5 goli w 21 meczach sezonu 2019/20.
W lutym 2022 roku trafił na wypożyczenie do Tigre do końca 2023 roku.

### Genoa CFC
26 lipca 2023 roku Retegui podpisał pięcioletni kontrakt z Genoą za około 15 milionów euro. 11 sierpnia strzelił swoje pierwsze dwa gole dla klubu w meczu Pucharu Włoch przeciwko Modenie.

### Atalanta BC
8 sierpnia 2024 roku przeszedł do Atalanty za około 28 milionów euro, zastępując kontuzjowanego Gianlucę Scamaccę. 26 listopada zdobył swoje pierwsze gole w Lidze Mistrzów, strzelając dwa w wygranym 6:1 meczu z Young Boys. 8 lutego 2025 roku zdobył cztery bramki w wygranym 5:0 meczu z Hellas Verona, stając się pierwszym graczem Atalanty, który skompletował hat-tricka w pierwszej połowie meczu Serie A.

## Kariera reprezentacyjna

### Wczesna kariera
Retegui reprezentował Argentynę na poziomie U-19 i U-20, występując m.in. na Igrzyskach Ameryki Południowej w 2018 roku.

### Reprezentacja
W lutym 2023 roku został wstępnie powołany przez Roberto Manciniego do reprezentacji Włoch na eliminacje Euro 2024. Oficjalne powołanie otrzymał 17 marca, a 23 marca zadebiutował, strzelając gola w przegranym 1:2 meczu z Anglią. 26 marca ponownie trafił do siatki, zapewniając Włochom zwycięstwo 2:0 nad Maltą.
21 marca 2024 roku zdobył dwa gole w wygranym 2:1 meczu z Wenezuelą, stając się pierwszym piłkarzem Genoi od 1928 roku, który strzelił dublet dla Włoch. W czerwcu 2024 roku został powołany na Euro 2024 przez Luciano Spallettiego. 6 września został wybrany zawodnikiem meczu i zaliczył asystę w wygranym 3:1 spotkaniu z Francją w Lidze Narodów, przyczyniając się do pierwszego zwycięstwa Włoch w Paryżu od 1954 roku.

## Statystyki

### Klubowe
(aktualne na 23 lutego 2025)
| Klub                 | Sezon                | Liga  | Liga   | Puchar kraju | Puchar kraju | Puchar ligi | Puchar ligi | Europa | Europa | Inne  | Inne   | Ogólnie | Ogólnie |
| Klub                 | Sezon                | Mecze | Bramki | Mecze        | Bramki       | Mecze       | Bramki      | Mecze  | Bramki | Mecze | Bramki | Mecze   | Bramki  |
| -------------------- | -------------------- | ----- | ------ | ------------ | ------------ | ----------- | ----------- | ------ | ------ | ----- | ------ | ------- | ------- |
| Boca Juniors         | 2017/18              | 0     | 0      | 0            | 0            | —           | —           | 0      | 0      | 0     | 0      | 0       | 0       |
| Boca Juniors         | 2018/19              | 1     | 0      | 0            | 0            | —           | —           | 0      | 0      | 0     | 0      | 1       | 0       |
| Boca Juniors         | Łącznie              | 1     | 0      | 0            | 0            | —           | —           | 0      | 0      | 0     | 0      | 1       | 0       |
| Estudiantes (wyp.)   | 2018/19              | 3     | 0      | 1            | 0            | —           | —           | —      | —      | 4     | 0      | 8       | 0       |
| Estudiantes (wyp.)   | 2019/20              | 18    | 4      | 3            | 1            | —           | —           | —      | —      | —     | —      | 21      | 5       |
| Estudiantes (wyp.)   | Łącznie              | 21    | 4      | 4            | 1            | —           | —           | —      | —      | 4     | 0      | 29      | 5       |
| Talleres (wyp.)      | 2020                 | —     | —      | 2            | 0            | 11          | 1           | —      | —      | —     | —      | 13      | 1       |
| Talleres (wyp.)      | 2021                 | 24    | 4      | 4            | 0            | 14          | 2           | 6      | 0      | —     | —      | 48      | 6       |
| Talleres (wyp.)      | Łącznie              | 24    | 4      | 6            | 0            | 25          | 3           | 6      | 0      | —     | —      | 61      | 7       |
| Tigre(wyp.)          | 2022                 | 27    | 19     | 1            | 0            | 13          | 3           | —      | —      | 1     | 1      | 42      | 23      |
| Tigre(wyp.)          | 2023                 | 21    | 11     | 1            | 0            | —           | —           | 6      | 1      | —     | —      | 28      | 12      |
| Tigre(wyp.)          | Łącznie              | 48    | 30     | 2            | 0            | 13          | 3           | 6      | 1      | 1     | 1      | 70      | 35      |
| Genoa                | 2023/24              | 29    | 7      | 2            | 2            | —           | —           | —      | —      | —     | —      | 31      | 9       |
| Atalanta             | 2024/25              | 24    | 21     | 2            | 0            | —           | —           | 10     | 3      | 1     | 0      | 37      | 24      |
| Podsumowanie Kariery | Podsumowanie Kariery | 147   | 66     | 16           | 3            | 38          | 6           | 22     | 4      | 6     | 1      | 229     | 80      |

### Reprezentacyjne
(aktualne na 23 lutego 2025)
| Reprezentacja | Rok     | Występy | Mecze |
| ------------- | ------- | ------- | ----- |
| Włochy        | 2023    | 4       | 2     |
| Włochy        | 2024    | 14      | 4     |
| Łącznie       | Łącznie | 18      | 6     |